# Kamienica przy ulicy św. Jana 7 w Katowicach
Kamienica przy ulicy św. Jana 7 w Katowicach – kamienica mieszkalno-usługowa, położona przy ulicy św. Jana 7 w Katowicach, na terenie dzielnicy Śródmieście. Została wybudowana w 1892 roku według projektu Ignatza Grünfelda w stylu neobarokowym. 

## Historia
Kamienica została wzniesiona w 1892 roku, a powstała ona według projektu Ignatza Grünfelda. Pierwszymi właścicielami kamienicy byli kolejno: rodzina Badrianów, N. Schlesinger i E. Stern. W 1935 roku właścicielką kamienicy była Elfryda Stern. W budynku działała wówczas restauracja N. Nowakowskiego i Spółki oraz sklep wędlin Edmunda Skwary.
W 1992 roku na parterze kamienicy funkcjonowała placówka bankowa, a 11 grudnia 2014 roku w kamienicy rozpoczęła działalność kawiarnia „Cafe Kattowitz”, w której wnętrza zostały wystylizowane na lokal z początku XX wieku, inspirując się stylistyką wiedeńskich kawiarni. Została ona wyposażona w oryginalne meble oraz przedmioty użytkowe z tamtego okresu. Zachowano marmurową podłogę, a także odtworzono sztukaterię na sufitach.
Kamienica według stanu z września 2016 roku jest własnością miasta Katowice. W systemie REGON w połowie lipca 2023 roku były zarejestrowane 2 aktywne podmioty gospodarcze z siedzibą przy ulicy św. Jana 7.

## Charakterystyka
Kamienica mieszkalno-usługowa położona jest przy ulicy św. Jana 7 w Katowicach, na obszarze dzielnicy Śródmieście, w pierzei zwartej zabudowy ulicy.
Jest to budynek murowany z cegły, z tynkowaną elewacją, powstały na rzucie prostokąta, kryty dachem dwuspadowym kalenicowym. Powierzchnia użytkowa budynku wynosi 607,83 m², a powierzchnia zabudowy 146 m². Liczy 4 kondygnacje nadziemne i 1 podziemną.
Kamienica architektonicznie reprezentuje styl neobarokowy i jest ona udekorowana na piętrach dekoracją sztukatorską o motywach roślinnych, kartuszowych, antropo- i zoomorficznych. Fasada jest trzyosiowa, z balkonem na dwóch ostatnich osiach na drugiej kondygnacji z oryginalną kutą balustradą z motywem kratki regencyjnej. Podziały pionowe fasady pokreślone są trzema boniowanymi lizenami. Ściana kolankowa jest założona bezpośrednio na ścianie trzeciej kondygnacji z owalnymi oknami strychu. Elewację frontową zwieńcza profilowany gzyms. Nad oknami znajdują się naczółki wolutowe, a okna dwóch ostatnich osi na drugiej kondygnacji są zamknięte wspólnym przerwanym naczółkiem z motywem wazonów i głowy w kluczu. Stolarka okienna jest sześcio-, cztero- i trzykwaterowa ze ślemieniem.
Sień i klatka schodowa zostały całkowicie przebudowane podczas adaptacji parteru kamienicy na potrzeby banku. Pomieszczenia usługowe na pierwszych dwóch kondygnacjach połączone są współczesną klatką schodową, a do mieszkań na wyższych kondygnacjach prowadzi tylna klatka ze schodami zabiegowymi. Są one metalowe, z drewnianymi stopniami i oryginalną metalową balustradą. Brak jest bramy przejazdowej. 
Kamienica wpisana jest do gminnej ewidencji zabytków miasta Katowice.